# Strmovo
Strmovo es un pueblo ubicado en la municipalidad de Lazarevac, en el distrito de Belgrado, Serbia.

## Superficie
Posee una superficie de 3,010 kilómetros cuadrados.

## Demografía
Hasta 2011 la población era de 318 habitantes, con una densidad de población de 105,7 habitantes por kilómetro cuadrado.